# アルマンド・ディアス (軽巡洋艦)

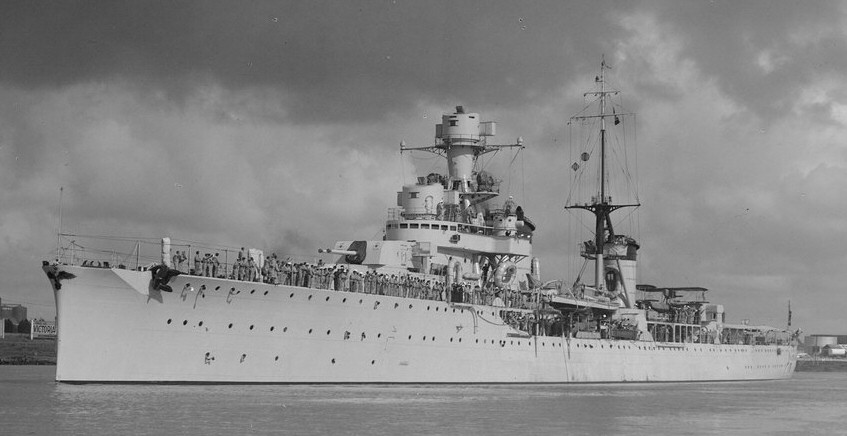

アルマンド・ディアス (Armando Diaz) は、1932年進水のイタリア海軍の軽巡洋艦。ルイージ・カドルナ級。

## 艦名の由来
イタリアの軍人アルマンド・ディアズから命名（イタリア語では艦名も同じ読みアルマンド・ディアズであるが日本語の書籍ではアルマンド・ディアスが慣例的）。

## 艦歴
1930年7月28日起工。1932年7月10日進水。1933年4月29日竣工。
1940年7月9日、カラブリア沖海戦参加。
1941年2月25日、ナポリからトリポリへ向かう船団支援のため出撃中にイギリス潜水艦アップライトの雷撃により撃沈された。